# Kathleen Widdoes
Kathleen Widdoes (née le 21 mars 1939  à Wilmington  dans l'État du Delaware) est une actrice américaine.

## Filmographie  sélective

### Cinéma
- 1966 : Le Groupe de Sidney Lumet : Helena
- 1968 : Petulia de Richard Lester : Wilma
- 1968 : La Mouette de Sidney Lumet : Masha, sa fille
- 1971 : Satan, mon amour de Paul Wendkos : Maggie West
- 1972 : Sauvages (Savages) de James Ivory : Leslie
- 1982 :  I'm Dancing as Fast as I Can  de Jack Hofsiss : Docteur Rawlings
- 1983 : Avis de recherche de Stanley R. Jaffe : Mme Hauser
- 1996 : À l'épreuve du feu de Edward Zwick : Geraldine Walden
- 1998 : Hi-Life  de Roger Hedden : Frankie

### Télévision

#### Série télévisée
- 1962 : Les Accusés : The Benefactor  (saison 1 épisode 30) : Sandra Mason
- 1963 : Les Accusés : The Star Spangled Ghetto  (saison 3 épisode 7) : Theresa Sullivan
- 1967 : Les Envahisseurs : Cauchemar (Nightmare)  (saison  1 épisode 7): Ellen Woods
- 1968 : Sur la piste du crime : The Hero  (saison 4 épisode 13) : Margaret Kane
- 1972 : Bonanza : Le déraciné (Frenzy) (saison 13 épisode 18) : Anna Kosovo
- 1977 : Kojak : La tzigane et les fourrures  (saison 4 épisode 25) : Sonia
- 1999 : New York, police judiciaire : Querelle de clochers ( Sideshow ) (saison 9 épisode 14) : Judge Childers
- 1997 : Oz : Vivre sainement (Straight Life)  (saison 1 épisode 5) : la mère de Tobias Beecher
- 2000 : Oz : Actes de charité (Works of Mercy)  (saison 4 épisode 4) : Mrs. Beecher
- 2002 : Oz : Impuissances (Impotence)  (saison 5 épisode 8) : Mrs. Beecher

#### Téléfilm
- 1967 : A Bell for Adano de Mel Ferber : Tina
- 1973 : Much Ado About Nothing de Nick Havinga : Beatrice
- 1973 : The Return of Charlie Chan de Daryl Duke : Irene Hadrachi
- 1974 : Punch and Jody de Barry Shear : Margaret Howell Grant
- 1986 : Mafia Princess de Robert L. Collins : Angelina Giancana